# Uclesia retracta
Uclesia retracta är en tvåvingeart som först beskrevs av Aldrich 1926.  Uclesia retracta ingår i släktet Uclesia och familjen parasitflugor.
Artens utbredningsområde är Alberta. Inga underarter finns listade i Catalogue of Life.